# Deficiencia de biotinidasa
La deficiencia de biotinidasa es un desorden metabólico autosómico recesivo en que la biotina (vitamina B7, B8) no es liberada de las proteínas en la dieta durante la digestión o del catabolismo de proteína normal en la célula. Esta situación resulta en una deficiencia de biotina.
La biotina, vitamina llamada también B7, es un nutriente esencial hidrosoluble que participa en el metabolismo de grasas, carbohidratos, y proteínas. Esta deficiencia puede resultar en desórdenes de conducta, descoordinación y problemas de aprendizaje. La suplementación con biotina puede aliviar y, a veces, parar totalmente tales síntomas.

## Señales y síntomas
Las señales y síntomas de un déficit de biotinidasa pueden aparecer varios días después del nacimiento. Estos incluyen hipotonía y debilidad muscular, ataxia, paresis, sordera, neuropatía óptica, y alopecia. Si se deja sin tratamiento, el desorden rápidamente puede dirigir a coma y muerte.
La deficiencia de biotinidasa también puede aparecer más tarde en vida. Esto se conoce como deficiencia de biotinidasa de "aparición tardía". Los síntomas son similares, pero quizás más leves, porque si un individuo sobrevive al período neonatal, probablemente tenga alguna actividad residual de las enzimas relacionadas con la biotina.
La gravedad de los síntomas está predeciblemente correlacionada con la gravedad del defecto enzimático. La deficiencia profunda de biotinidasa se refiere a situaciones en las que la actividad enzimática es del 10% o menos.
Funcionalmente, no existe una diferencia significativa entre la deficiencia de biotina en la dieta y la pérdida genética de la actividad enzimática relacionada con la biotina. En ambos casos, la suplementación con biotina a menudo puede restaurar la función metabólica normal y el catabolismo adecuado de la leucina y la isoleucina.
Los síntomas de la deficiencia de biotinidasa (y de la deficiencia dietética de biotina) pueden ser bastante graves. Un estudio de caso de Metametrix de 2004 detalló los efectos de la deficiencia de biotina, incluyendo la agresión, el retraso cognitivo y función inmune reducida.

## Genética

La deficiendia de biotinidase tiene un patrón de herencia Autosómico recesivo.

Las mutaciones en el gen BTD provocan una deficiencia de biotinidasa. La biotinidasa es la enzima producida por el gen BTD. Se han identificado muchas mutaciones que hacen que la enzima deje de funcionar o se produzca en niveles extremadamente bajos. La biotina es una vitamina que está químicamente unida a las proteínas (la mayoría de las vitaminas sólo están ligeramente asociadas con las proteínas). Sin la actividad de la biotinidasa, la vitamina biotina no se puede separar de los alimentos y, por lo tanto, el cuerpo no puede utilizarla. Otra función de la enzima biotinidasa es reciclar la biotina de enzimas que son importantes en el metabolismo (procesamiento de sustancias en las células). Cuando falta biotina, unas enzimas específicas llamadas carboxilasas no pueden procesar ciertas proteínas, grasas o carbohidratos. Específicamente, dos aminoácidos de cadena ramificada (leucina e isoleucina) son metabolizados de manera diferente.
Las personas que carecen de enzimas biotinidasas funcionales aún pueden tener una actividad carboxilasa normal si ingieren cantidades adecuadas de biotina. El régimen de tratamiento estándar requiere de 5 a 10 mg de biotina por día.
La deficiencia de biotinidasa se hereda con un patrón autosómico recesivo, lo que significa que el gen defectuoso se encuentra en un autosoma y se deben heredar dos copias del gen defectuoso, una de cada padre, para que una persona se vea afectada por el trastorno. Los padres de un niño con un trastorno autosómico recesivo generalmente no se ven afectados por el trastorno, pero son portadores de una copia del gen defectuoso. Si ambos padres son portadores de la deficiencia de biotinidasa, hay un 25% de posibilidades de que su hijo nazca con ella, un 50% de posibilidades de que el niño sea portador y un 25% de posibilidades de que el niño no esté afectado.
El locus cromosómico está en 3p25. El gen BTD tiene 4 exones de longitudes 79 pb, 265 pb, 150 pb y 1502 pb, respectivamente. hay al menos 21 mutaciones diferentes que han sido encontradas que conducen a una deficiencia de biotinidasa. Las mutaciones más comunes en severas deficiencias de biotinidasa (<10% actividad enzimática normal) son: p.Cys33PhefsX36, p.Gln456Su, p.Arg538Cys, p.Asp444His, y p.[Ala171Thr;Asp444His]. Casi todos aquellos con deficiencia parcial de biotinidasa (10-30% actividad de enzima) tienen la mutación p.Asp444His en un alelo del gen BTD en combinación con un segundo alelo.

## Fisiopatología
Los síntomas de la deficiencia son causados por la incapacidad de reutilizar las moléculas de biotina que son necesarias para el crecimiento celular, la producción de ácidos grasos y el metabolismo de grasas y aminoácidos. Si no se tratan, los síntomas pueden provocar problemas posteriores como coma o la muerte. A menos que el tratamiento se administre de forma regular, los síntomas pueden reaparecer en cualquier momento durante la vida.

## Diagnosis
La deficiencia de biotinidasa se puede detectar mediante pruebas genéticas. Esto suele realizarse al nacer como parte de las pruebas de detección del recién nacido en varios estados de los Estados Unidos y en Europa. Los resultados se obtienen analizando una pequeña cantidad de sangre extraída mediante una punción en el talón del bebé (prueba del talón). Como no todos los estados exigen que se realice esta prueba, a menudo se omite en aquellos donde no es necesaria. La deficiencia de biotinidasa también se puede encontrar mediante la secuenciación del gen BTD, particularmente en aquellos con antecedentes familiares o mutación genética familiar conocida.

## Tratamiento
El tratamiento es posible pero, a menos que se continúe diariamente, pueden surgir problemas. Actualmente, esto se logra mediante la suplementación de 5 a 10 mg de biotina oral al día. Si los síntomas han comenzado a aparecer, los tratamientos estándar pueden solucionarlos, como los audífonos para la mala audición.

### Preocupaciones dietéticas
Los huevos crudos tendrían que ser evitados en aquellos con deficiencia de biotinidasa, porque las claras de huevo contienen niveles altos del antinutriente avidina. El nombre avidina literalmente significa que esta proteína tiene una avidez por la biotina. La avidina se une irreversiblemente a la biotina y este compuesto es entonces excretado en la orina.

## Epidemiología
Según los resultados de la detección mundial de la deficiencia de biotinidasa en 1991, la incidencia del trastorno es: 5 en 137,401 para la deficiencia profunda de biotinidasa.
- Uno de cada 109.921 para deficiencia parcial de biotinidasa.
- Uno de 61 067 para la incidencia combinada de deficiencia profunda y parcial de biotinidasa.
- La frecuencia de portadores en la población general es aproximadamente uno en 120.